# Honda Dominator
La Honda Dominator u Honda NX es un modelo de motocicleta trail que fue fabricado por la compañía Honda entre los años 1988 y 2002.  La Dominator reemplazó a las Honda 600 XLM y XLRM.
Es considerada un motocicleta legendaria para un uso dentro y fuera de carretera, debido a su ligero peso(152 kg)y su potente motor en bajos y medios proporcionando cerca de 50 cv, siendo muy ágil, con un motor calificado como indestructible y participando en diversos rallys consiguió el reconocimiento de la época.
Además del modelo NX 650, también se produjeron variantes de menor cilindrada, como las NX125, NX250, NX350, NX400 y NX500. La NX350 Sahara continuó en producción en el mercado Brasileño hasta 1999, cuando se reemplazó por el modelo NX400 Falcon.
El motor RFVC (Radial Four Valve Combustion) sigue siendo usado en la actualidad en la Honda XR650L
al ser considerado un motor muy fiable y duradero.